# Amerikai bölény
Az amerikai bölény (Bison bison) az emlősök (Mammalia) osztályának párosujjú patások (Artiodactyla) rendjébe, ezen belül a tülkösszarvúak (Bovidae) családjába és a tulokformák (Bovinae) alcsaládjába tartozó faj.
Nemének a típusfaja.
Az európai bölénnyel (Bison bonasus) annyira közeli rokonok, hogy egymás között kereszteződhetnek, és az így létrejövő hibrid utódok is képesek tovább szaporodni. Ez alapján egyes kutatók egyetlen faj alfajainak tekintik őket.

## Előfordulása
Korábban az Egyesült Államok és Kanada területén nagy hordákban élt a Nagy-tavaktól Mexikóig és Kelet-Oregontól majdnem az Atlanti-óceánig.
Jelenleg csak néhány nemzeti parkban, főleg a kanadai Wood Buffalo Nemzeti Parkban (Északnyugati terület) és a wyomingi Yellowstone Nemzeti Parkban található meg, de 2009-ben megindult visszatelepítése Észak-Mexikóba is: először 23 példány került Dél-Dakotából a janosi bioszférarezervátumhoz tartozó Rancho El Uno nevű telepre, majd 2020-ban 19 példányt betelepítettek az El Carmen nevű rezervátumba is. Élőhelye prérik és folyóvölgyek (síksági bölény alfaj) vagy erdők (erdei bölény alfaj).
2006 óta az albertai Elk Island Nemzeti Parkból küldött erdei bölénycsorda az oroszországi Jakutföldön található. Az erdei bölény a kihalt sztyeppei bölénnyel áll a legközelebbi rokonságban. Ezek a bölények jól alkalmazkodnak a 6000 évvel ezelőtti hazájukban és a jakutföldi vörös listán 2019-ben hivatalosan is regisztrálták a fajt, a második csordát pedig 2020-ban hozták létre.

## Alfajai
Két alfaja van:
- erdei bölény (Bison bison athabascae) Rhoads, 1897 – nagy púp van a hátán
- síksági bölény vagy préribölény (Bison bison bison) (Linnaeus, 1758) – sima hát jellemzi

## Megjelenése
Az amerikai bölény Észak-Amerika legnagyobb testű szárazföldi emlőse (a jávorszarvas mellett). Testhossza bikánál legfeljebb 350 centiméter közötti, farokhossza 30–95 centiméter, marmagassága bikánál legfeljebb 186 centiméter, tehénnél 152 centiméter; a bika testtömege akár 1000 kilogramm, a tehéné legfeljebb 540 kilogramm. A test elülső fele és a mellkas hatalmas, a hátulsó fele viszonylag kicsi. Széles, alacsony koponyája van; a szarvak hátra és felfelé hajlanak, tompa hegyük kicsit befelé áll. Szőrzete erős, akár 50 centiméter hosszú is lehet.

## Életmódja

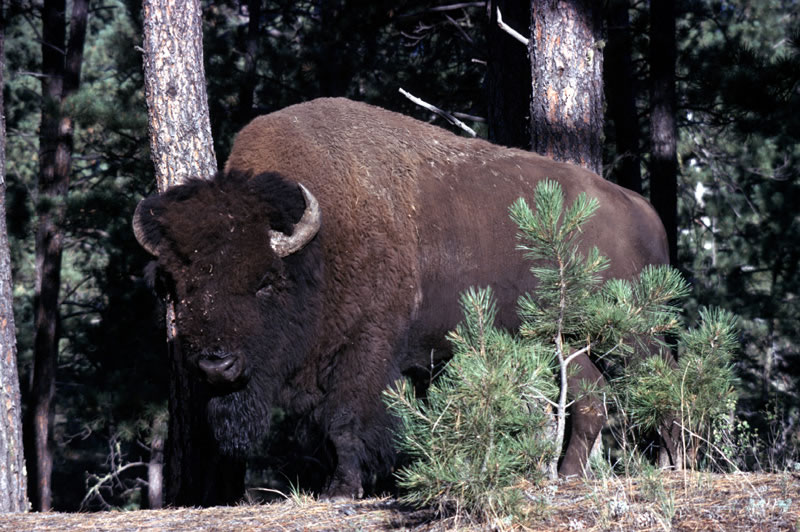
Erdei bölény

Kicsi, rendszerint 4-20 tehénből, borjaikból és fiatal állatokból álló anyai közösségekben vagy nagyobb, 50 állatból álló csordákban élnek, a felnőtt bikák ezektől távol maradnak. A különösen jó legelőkön, az augusztusi szaporodási időszakban, valamint az évi kétszeri vándorlás során gyakran több száz bölény gyűlik össze. Korábban a bölények nagy, évszakos vándorutakat tettek, ezek ma már erősen korlátozottak.
Elsősorban azért verődik csordákba, hogy eredményesen védekezhessen a farkasok és más ragadozók ellen. Csordákban sokkal nagyobb az esélye, hogy idejekorán felismeri a veszélyt.
Ha megriasztják őket, vágtában menekülnek, eközben az 50 km/h sebességet is elérhetik. Jól úsznak, és akkora lendület van bennük, hogy magasra kiemelkednek a vízből.
Igen jó a szaglása és éles a hallása, viszont meglehetősen rosszul lát.
Az erdei bölények leveleket, hajtásokat és fakérget esznek. A préribölények a préri füveit, egyéb lágyszárúit és bogyóit fogyasztják.
A bölény a nap legnagyobb részét legeléssel tölti. A hűvös napszakokban, tehát kora reggel és késő este, de néha holdfényes éjszakákon is aktívak. A déli hőségben pihennek, kérődznek és iszap- vagy porfürdőt vesznek, hogy távol tartsák a vérszívó rovarokat. Éjszaka, ha nem alszik, idejét leginkább kérődzéssel tölti.
Vannak állandó dörgölődzőhelyeik is, fák vagy sziklák, itt a fatörzsek kérgét gyakran teljesen lehántják és fényesre csiszolják, így szabadulnak meg az élősködőktől is.

## Szaporodása
Júliusban a bikák ismét csatlakoznak a csordához, és megküzdenek egymással, hogy néhány tucat nőstényből álló háremet gyűjtsenek. Leszegett fejjel és felemelt farokkal hívják ki egymást, majd egymásnak rontanak, de nem ejtenek sebet, végül az egyikük feladja. A tehén általában csak egy napig fogamzóképes, ezalatt a bika többször is meghágja. Közben hatalmas erejéhez képest igen elnézően viselkedik, így a nőstények büntetlenül megússzák, ha néha egy alacsonyabb rangú bikát is kegyeikben részesítenek. 9 hónapnyi vemhesség után egy 30 kilós borjú születik, mely néhány órán belül már lábra áll, és 1-2 nap múlva csatlakozik anyjával a csordához. 2-3 évesen ivarérettek és 25 évig élnek.

## Kapcsolata az emberrel

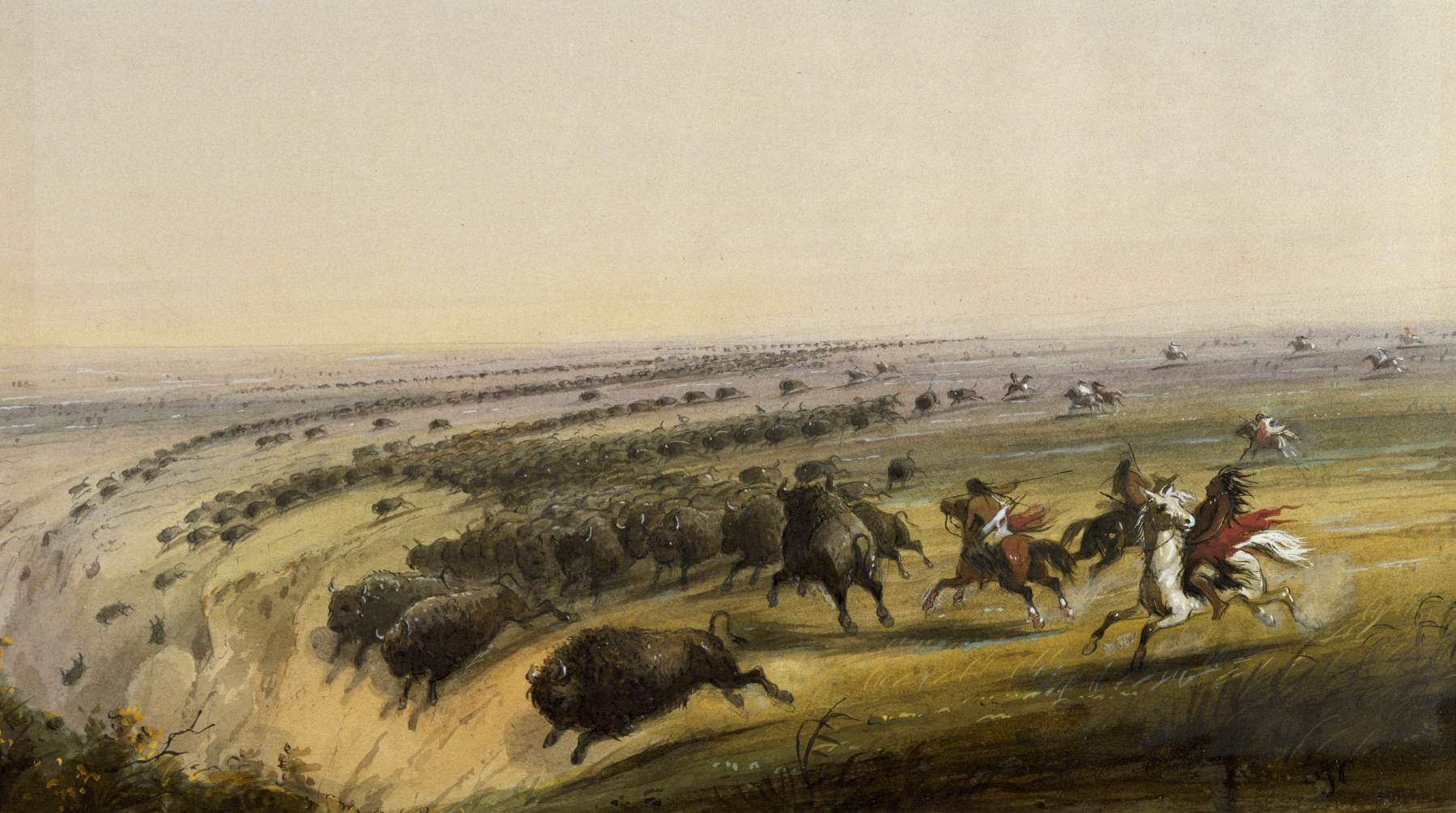
Indián őslakosok bölényvadászata, Alfred Jacob Miller festménye

Az amerikai bölény kiirtásának folyamata

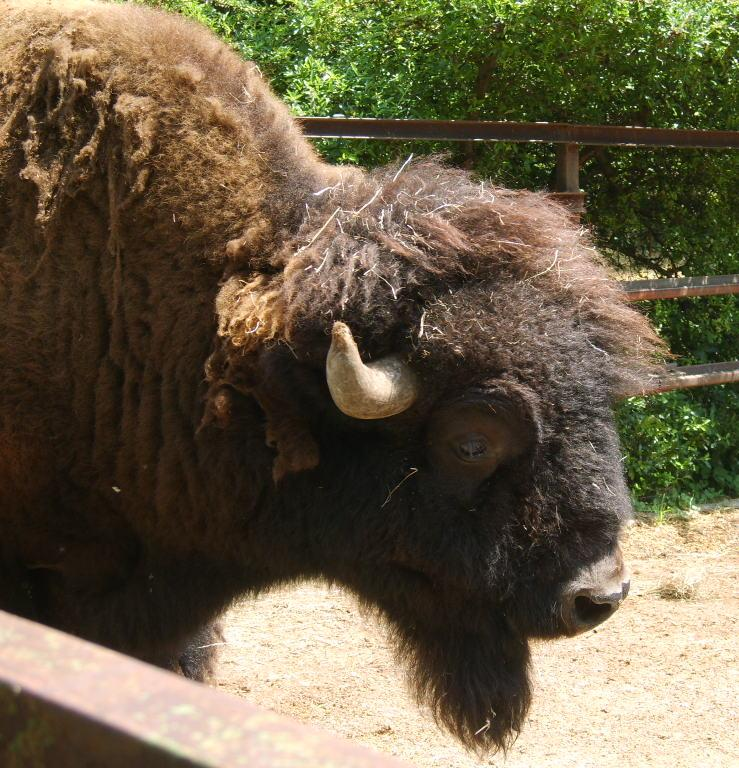
Amerikai bölény a pécsi állatkertben

Az amerikai bölény közeli rokonával, az európai bölénnyel együtt a szarvasmarha legközelebbi rokona. Masszív testfelépítése és bozontos bundája lehetővé teszi, hogy a legkülönbözőbb éghajlati körülmények között is megéljen. Az amerikai bölény csordái előfordultak a meleg déli prériktől a hideg északi erdőkig, dacoltak hóval és hideggel, de hőséggel és szárazsággal is. Ha valahol már mindent lelegeltek, akkor továbbvonultak. Egyetlen szárazföldi emlősnek sem alakultak ki olyan hatalmas csordái, mint az amerikai bölénynek. A 15. században még 60 millió bölény taposta Amerika földjét az Atlanti-óceántól majdnem a Csendes-óceánig és Mexikótól Kanadáig. Egy-egy csorda 100-200 000 egyedből is állhatott.
Központi szerepet játszottak a préri indiánjainak kultúrájában, akik az elejtett bölény minden részét hasznosították. A bevándorló európaiak 1830-ban nagyszabású akció keretében kezdték kiirtani a bölényeket. Ennek egyik oka a vadászat és a vasútépítő munkások élelmezése volt, de legfőképpen az engedetlennek tartott indiánok létalapját akarták elvenni. Szórakozásból robogó vonatokból lőtték le őket.
Az amerikai bölény a prérin élő indián törzsek létének alapja volt. Számtalan módon hasznosították. Húgyhólyagjukból az indiánok tarisznyát csináltak. Vérét és epéjét testük festésére használták. A szárított bölényürülék tüzelőként szolgált, a csontokból a legkülönfélébb eszközöket készítették. A koponyákat tisztelték, és gondosan feldíszítették. A bölényekből hajtott ki a prériindiánok anyagi kultúrája. Ez az állat szellemi életükben is kimagasló helyet foglalt el, mint például a sziúknál Fehér Bölény Borjú Asszony (angol nyelven: White Buffalo Calf Woman (lakota nyelven: Pte Ska Win).
Pár száz bölény véletlenül fennmaradt, mert még éppen idejében állatkertekbe és bekerített magánfarmokra menekítették őket. Néhány tucatnyit az 1872-ben alapított Yellowstone Nemzeti Park egyik nagy karámjában tartottak. Ez az „aranytartalék" képezte az alapját a tenyészprogramnak, és az állomány lassú, de biztató regenerálódásának. 1900 körül az Amerikai Egyesült Államokban kevesebb, mint 1000 állat maradt. 1972-ben az állomány ismét kb. 30 000-re szaporodott. Az elkövetkező időkben az állatok száma tovább növekedett, és 1990-ben a teljes állományt legalább 120 000 példányra becsülték.
A 90'-es évek elején már kb. 1000 farmer tartott bölényeket a földjén, így számuk folyamatosan emelkedik. De a Yellowstone Nemzeti Parkban is gyarapodott az állomány, amelyben ma már több mint 3000 állatot tartanak nyilván; az immáron népes csorda a gyönyörű természetvédelmi terület legértékesebb látványosságai közé tartozik. Ha az állatok megriadnak, patáik dübörgése emlékeztet a prérit megrengető mennydörgésre, amelyet a szabad, végtelen pusztaságban vágtázó hatalmas bölénycsordák keltettek azelőtt.
Magyarországon a Pécsi Állatkertben és a Nyíregyházi Állatparkban láthatóak, valamint Kaposmérő mellett is működik egy bölényfarm.

## Képek

Futó amerikai bölény (1887)
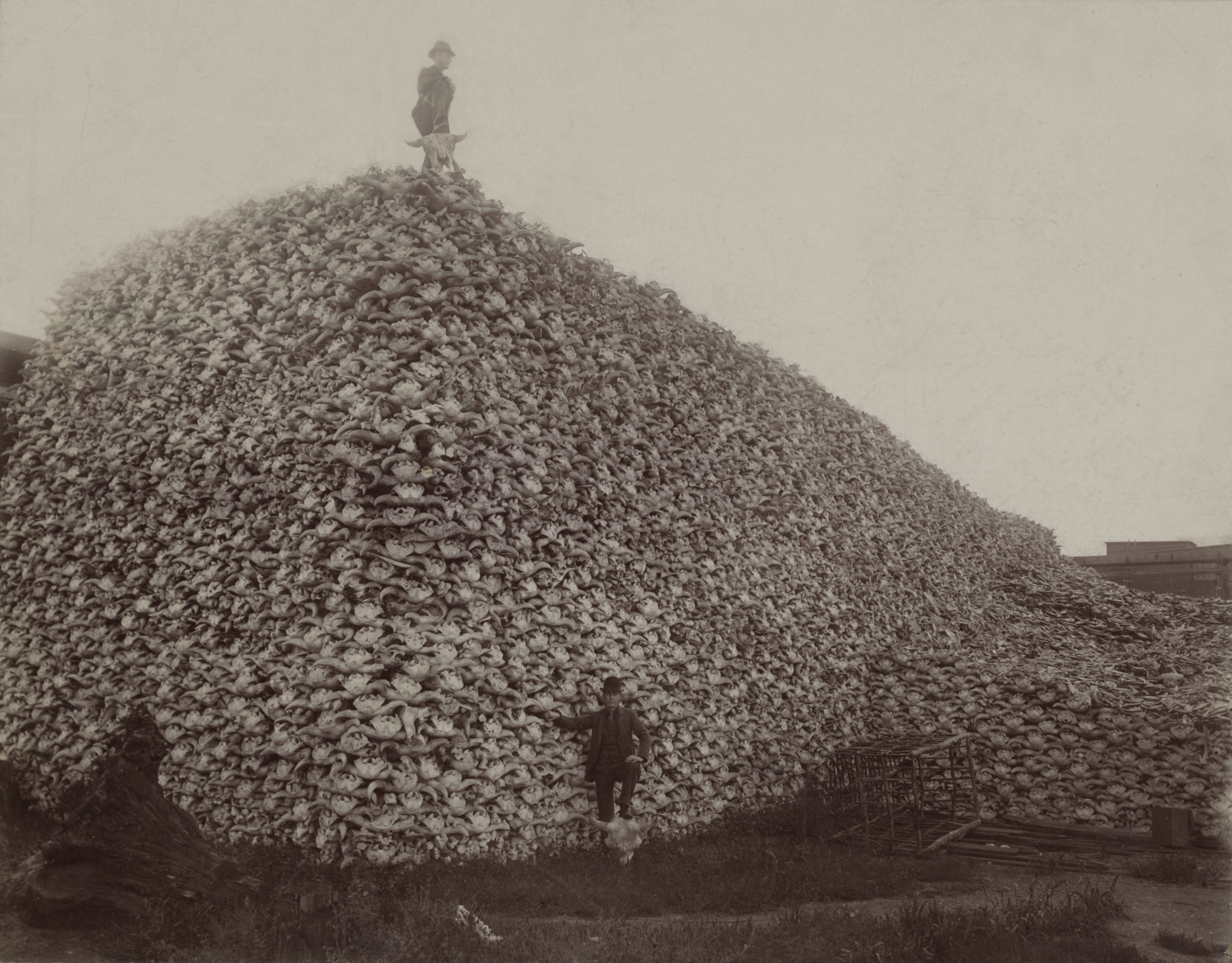
Leölt bölények koponyái 1870-ben. A féktelen vadászat miatt (Buffalo Bill egymaga 4800 bölényt ölt meg 18 hónap alatt) hirtelen lecsökkent a bölények száma. Indiánok ezrei haltak éhen a fehér ember természetpusztítása miatt
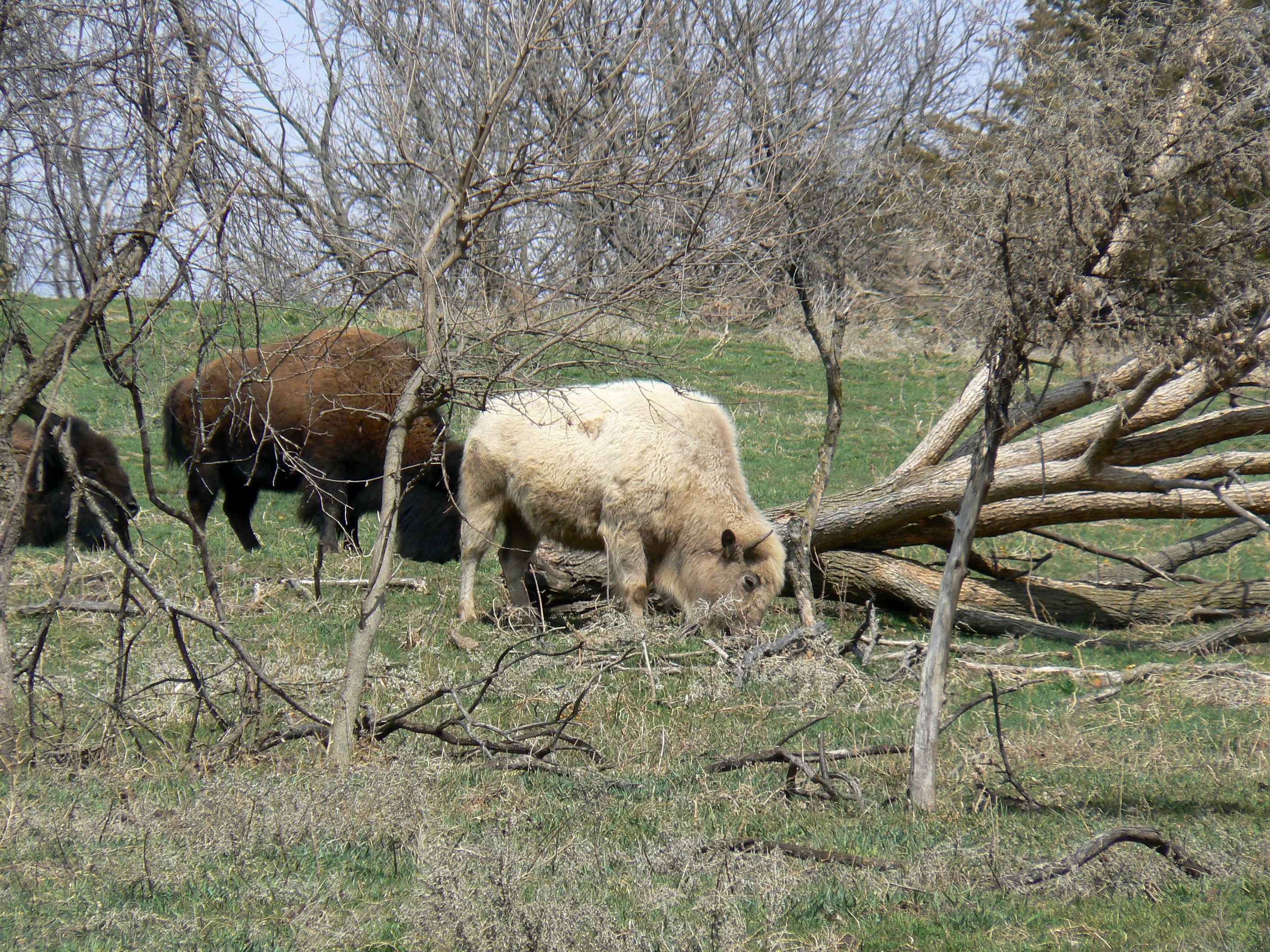
Fehér bölény a lakoták szent állata. A lakota tradíció szerint, Fehér Bölény Borjú Nő adta a Szent Pipát, ígéretet téve, hogy a bőség oly soká tart, ahogy ők imádkoznak a Nagy Szellemhez és tisztelik rokonaikat, mindent, a természet összes teremtményét
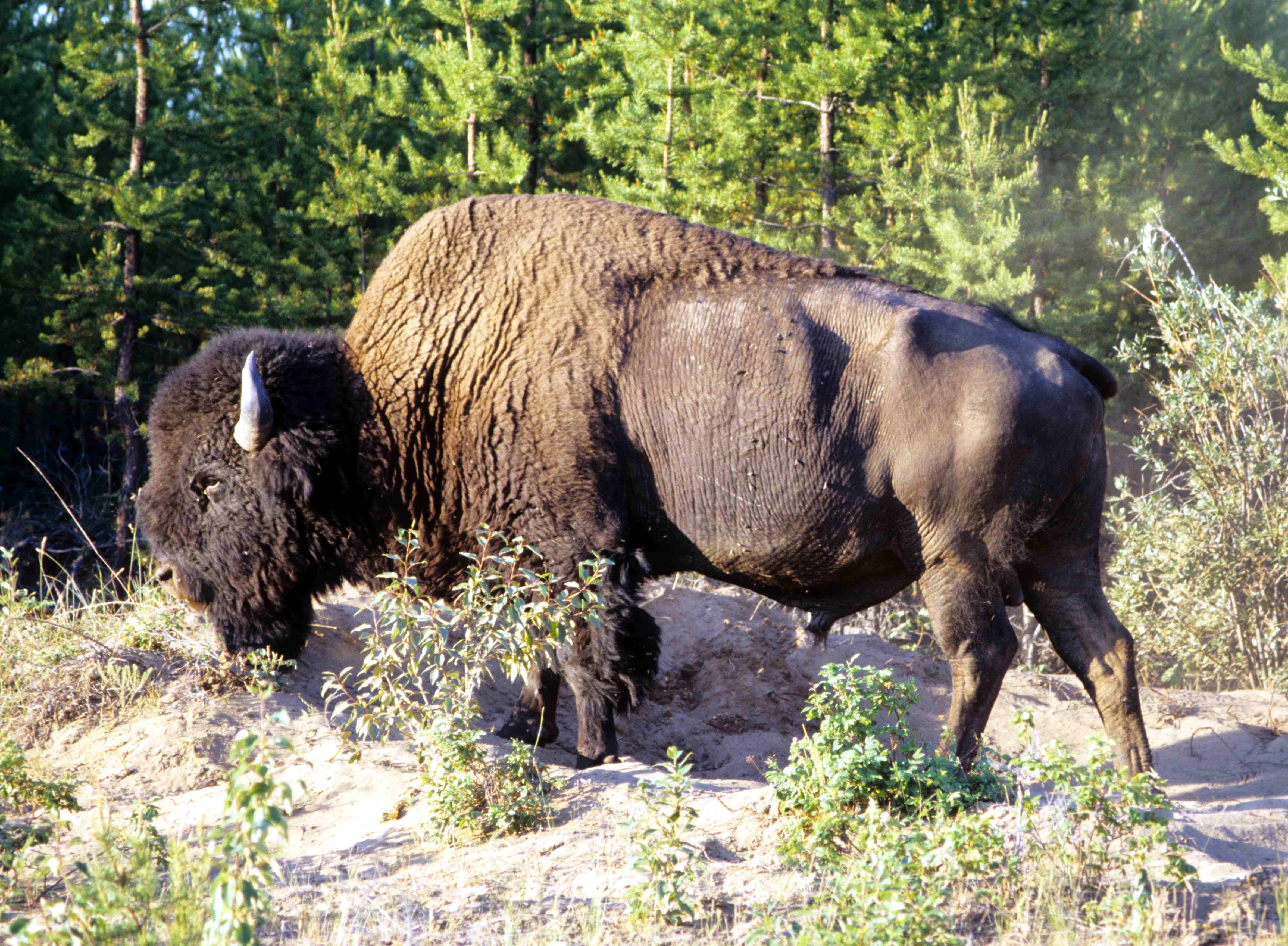
Erdeibölény-bika
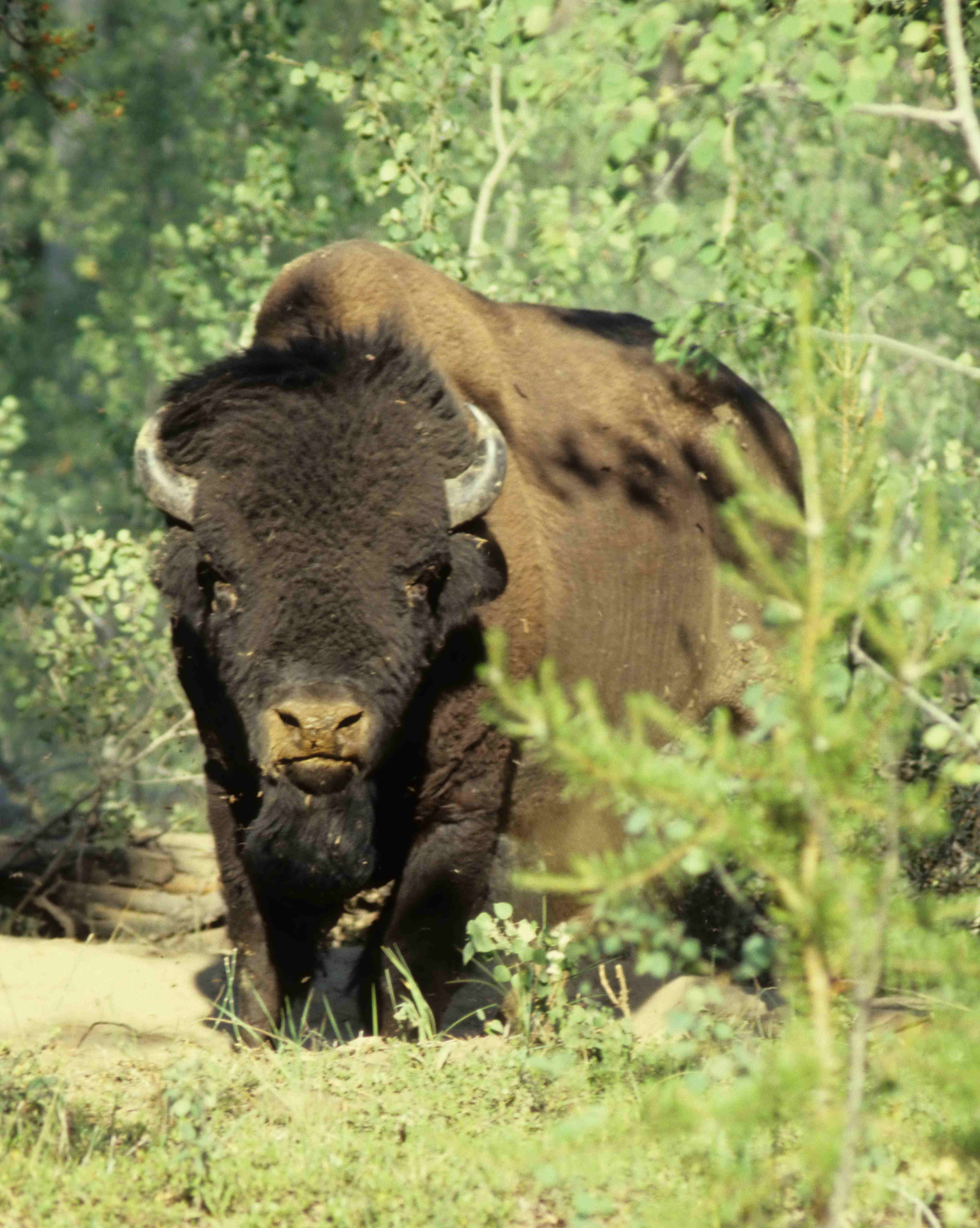
Erdeibölény-bika
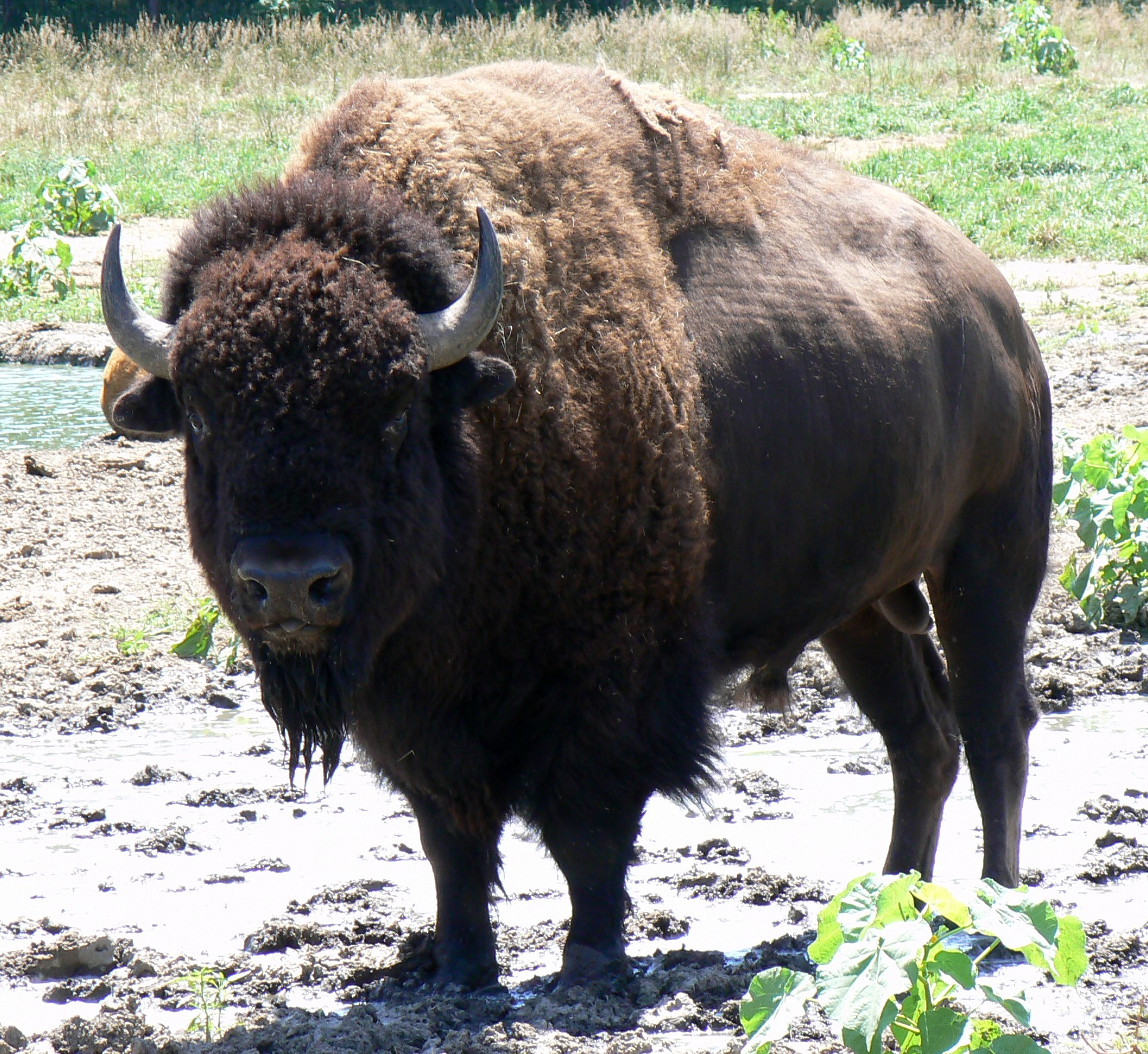
Amerikaibölény-bika Nebraska államban, egy vadvédelmi területen
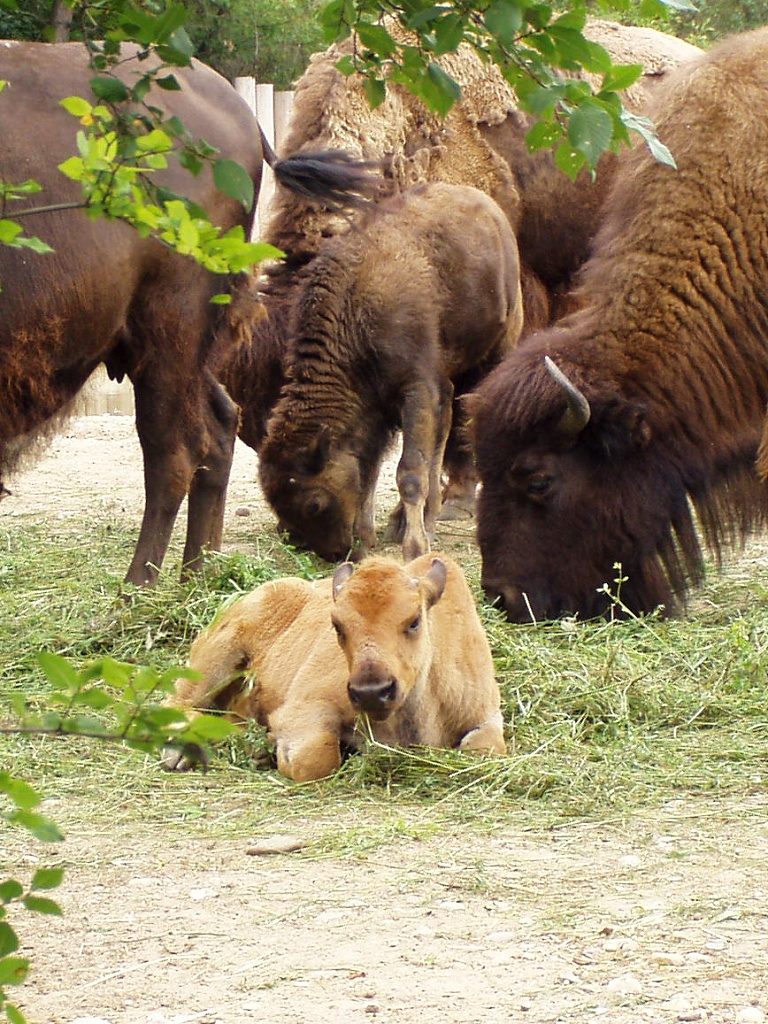
Bölényborjú